# Материал
Материа́л (от лат. materialis — «вещество») — вещество или смесь веществ, из которых изготавливается продукция. Также, вещества или смеси, участвующие в процессе производства, например, придающие изготовленной продукции определённые свойства. Материалы могут отличаться по чистоте, быть органическими или неорганическими, их классифицируют как по происхождению, так и по свойствам. Изучению материалов, их правильному выбору и применению посвящена такая отрасль знания, как материаловедение.
Материалы в большинстве случаев изготавливаются из сырья (сталь выплавляют из руды, битум получают из нефти, листовые металлы получают раскатыванием отливок, и т. д.). В промышленности материалы могут служить не только получению продукции, но и других материалов.

## Классификация
Материалы можно разделить по категориям с точки зрения их использования, например:
- Строительные материалы используются для строительства;
- Строительные теплоизоляционные материалы используются для сохранения тепла в зданиях;
- Огнеупорные материалы используются для высокотемпературных применений;
- Ядерные материалы используются для ядерной энергетики и оружия;
- Аэрокосмические материалы используются в авиации и создании космических кораблей, ракет[1];
- Биоматериалы используются в медицине и биологии.

Выбор материала — это процесс определения материала, который следует использовать для данного применения.

## Классификация по структуре
Различные материалы обладают своей структурой, которую можно изучать с помощью приборов (микроскоп, спектрометр, твердомер, разрывная машина).

### Микроструктура
В машиностроении материалы классифицируют в соответствии с их микроскопической структурой:
- Керамика: неметаллические, неорганические твердые вещества;
- Стёкла: аморфные вещества;
- Металлы: чистые или в виде сплава химические элементы с металлическим видом связи кристаллической решётки (свободные электроны);
- Полимеры: материалы на основе длинных углеродных или кремниевых цепей;
- Гибриды: комбинации нескольких материалов, например, композиты[2].

### Крупномасштабная структура материалов
В пеноматериалах и текстиле химическая структура имеет зачастую меньшее влияние на свойства, чем крупномасштабные характеристики материала: отверстия в пенопластах и переплетение в волокнистых материалах (стекловолокно, карбон).

## Классификация материалов по их конструктивным показателям
Материалы сравнивают и классифицируют также по физическим свойствам.

### Механические свойства
Механические свойства определяют, как материал реагирует на приложенные силы .Это представляют такие показатели как прочность, пластичность, твёрдость и жёсткость. Они определяются путём проверок, например на статическое растяжение, и другими способами.

### Тепловые свойства
Материалы могут разлагаться или претерпевать изменения свойств при разных температурах (термостойкость, хладноломкость). Тепловые свойства также включают теплопроводность и теплоемкость материала, связанные с передачей и хранением тепловой энергии материалом.

### Другие качества
Материалы могут сравнивать и классифицировать по другим количественным показателям их поведения в различных условиях. Такими могут быть оптические, электрические и магнитные свойства материалов.

## Основные и вспомогательные
В традиции советской и российской экономической науки под материалами понимают только продукты, прошедшие предварительную обработку на промышленных предприятиях (в отличие от сырья). Материалы делят на основные и вспомогательные. Основными считают материалы, входящие в состав готовой продукции в виде его главной субстанции (например, мука при производстве хлебобулочных изделий). Вспомогательными называют материалы, которые потребляются в процессе труда для придания продукту новых свойств (соль, красители), либо способствуют нормальному протеканию производственного процесса. Материалом не являются пища, энергия, топливо и лекарства, поскольку в процессе использования они вступают в химические реакции и постепенно почти полностью исчезают. Газы иногда исключают из числа материалов.

## Смежные понятия
Изучением физико-химических свойств материалов занимается междисциплинарный раздел науки — материаловедение.
Продукты сельского хозяйства, добывающей промышленности, в значительной степени сохранившие свои природные свойства, но предназначенные для дальнейшей промышленной обработки (древесина, хлопок, руда), называют сырьём.
Материалы для возведения зданий и сооружений — строительные материалы.
В бытовом смысле, материал — ткань для изготовления одежды.
Расходный материал, облегчающий механическое движение — смазка.
Вспомогательные материалы — чистящие средства, порошки, ветошь.
Материалы, ускоряющие/замедляющие химические реакции — катализаторы/ингибиторы.
Информационный материал, сведения — набор данных, имеющих определённое значение.